# Крістофер Банч
Кріс Банч, або Крістофер Банч (англ. Christopher R. Bunch, 22 грудня 1943 — 4 липня 2005) — Американський письменник-фантаст, автор наукової фантастики та фентезі, телесценарист і журналіст.
Банч народився у Фресно, штат Каліфорнія. Бунч служив командиром патрулю під час В'єтнамської війні.Також опублікував журналістські тексти в журналах «Rolling Stone» та «Stars and Stripes».
Банч написав головним чином військову фантастику, він був автором або співавтором близько тридцяти романів. Його найвідоміший восьмитомний цикл Sten, написаний разом з Алланом Коулом.

### Стен
- Стен (Sten, 1982) – з Алланом Коулом
- Світ Вовка (The Wolf Worlds, 1984) – з Алланом Коулом
- Імперія тисячі сонців Court of a Thousand Suns, 1985) – з Алланом Коулом
- Флот проклятого (Fleet of the Damned, 1988) – з Алланом Коулом
- Помста проклятого (Revenge of the Damned, 1989) – з Алланом Коулом
- Повернення імператора (The Return of the Emperor, 1990) – з Алланом Коулом
- Vortex, 1992 – з Алланом Коулом
- Кінець імперії (Empire's End, 1993) – з Алланом Коулом

### Антерес
- Заморські королівства (The Far Kingdoms, 1985) – з Алланом Коулом
- Казка про воїнів (The Warrior's Tale, 1994) – з Алланом Коулом
- Королівство ночі (Kingdoms of the Night, 1995) – з Алланом Коулом

### Тіньовий воїн
- Вітер після часу (1996)
- Полювання на Небеса (1996)
- Темрява Божа (1997)

### Seer King
- The Seer King (1997)
- The Demon King (1998)
- The Warrior King (1999)

### Останній легіон
- Останній легіон (The Last Legion, 1999)
- Пожежна маска (Firemask, 2000)
- Імпульс штурмує (Storm Force, 2000)
- Стигма часу (Homefall, 2001)

### Dragonmaster
- Storm of Wings (2002)
- Knighthood of the Dragon (2003)
- The Last Battle (2004)

### Star Risk
- Star Risk Sp. z o.o. (Star Risk, Ltd., 2002)
- Підкорені світи (The Scoundrel Worlds, 2003)
- Подвійна гра (The Double Cross Program, 2004)
- Пекельний собака (The Dog From Hell, 2005)

### Інші оповідання
- A Reckoning For Kings (1987) – з Алланом Коулом
- The Empire Stone (2000)
- Corsair (2001)